# 李師泰
李師泰，唐朝末年官员。
黄巢之乱，李師泰与王建、韩建、晉暉、张造扈从唐僖宗播迁成都，号称随驾五都。后来担任忠州刺史。王建袭取西川，李師泰成为王建属下。历任蜀州刺史、节度判官，加司徒。李師泰在唐朝灭亡前去世，王建称帝，建立前蜀，在武成元年（908年）命有司追赠李師泰。